# Aeródromo de Breu
Aeródromo de Breu (OACI: SPPB) es un aeródromo que sirve a la localidad de Breu, ubicada en la provincia de Atalaya en el departamento del Ucayali en el Oriente del Perú.  Está situado cerca al río Yuruá y a la frontera con Brasil. También puede tener un código ICAO de SPBK.
Se encuentra bajo la administración de CORPAC.

## Operaciones
La pista tiene una dimesion de 900 x 23m y superficie de  arena y césped. Tiene capacidad para recibir hasta avionetas de 12,500 lbs.